# Магазинчик ужасов (фильм, 1960)
«Магазинчик ужасов» (англ. The Little Shop of Horrors), «Лавка ужасов», «Маленький магазинчик ужасов» — комедия ужасов 1960 года режиссёра Роджера Кормана.

## Сюжет
Действие фильма начинается в цветочной лавке. Небогатый флорист Грэвис Мушник вместе с молодой девушкой Одри пытается продавать свои растения, но почти не получает выручки. Его помощник — парень по имени Сеймур — не умеет обращаться с цветами и ведёт себя крайне неуклюже, чем сердит Мушника и тот увольняет его. Сеймур в отчаянии пытается удержаться на работе и приносит в лавку странное растение, напоминающее мухоловку и посаженное в кофейную банку. Он обещает ухаживать за цветком и вырастить его, для чего остаётся на ночь в лавке. Пытаясь полить цветок, Сеймур в очередной раз проявляет неуклюжесть и ранит палец о шипы растения в соседнем горшке. Капли крови падают в раскрытый цветок и тот захлопывается. Сеймур понимает, что растение хищное и питается кровью. Он даёт ему ещё немного крови, проколов пальцы булавкой.
На следующее утро Сеймур приходит в лавку с забинтованными пальцами и видит, что цветок в кофейной банке вырос, став довольно большим. Это привлекает посетителей, которые захотели посмотреть на необычное растение и купить ещё цветов. Мистер Мушник в восторге и даже называет своего помощника «сыном». Цветок решено назвать «Одри-младшая». Но после непродолжительного времени растение как будто бы засыхает и Мушник снова приходит в дурное расположение духа. Сеймур клянётся, что вернёт ему прежний вид и снова остаётся на ночь в лавке.
Ночью цветок снова раскрывается и на этот раз говорит Сеймуру: «Корми меня». Тот в смятении идёт на ночную прогулку и ненароком убивает человека, столкнув его на железнодорожные пути. От безысходности он кладёт останки трупа в мешок и приносит в лавку. Наутро цветок становится ещё больше и после этого начинается самый настоящий ужас — жертвами цветка становятся несколько человек.

## В ролях
| Актёр              | Роль                               |
| ------------------ | ---------------------------------- |
| Джонатан Хэйз      | Сеймур Крелборн, помощник флориста |
| Мел Уэллес         | Гравис Мушник                      |
| Джеки Джозеф       | Одри Фулкард                       |
| Дик Миллер         | Бёрсон Фуч                         |
| Мертл Вейл         | Уинифред Крелбойн                  |
| Кэрин Капсинет     | Ширли                              |
| Тоби Майклз        | подруга Ширли                      |
| Леола Вендорфф     | миссис Сидди Шива                  |
| Линн Стори         | миссис Гортензия Фейхтвангер       |
| Уолли Кампо        | сержант Джо Финк                   |
| Джек Уорфорд       | офицер Фрэнк Стули                 |
| Мери Уэллс         | Леонора Клайд                      |
| Джон Герман Шейнер | доктор Феб Фарб                    |
| Джек Николсон      | Уилбур Форс                        |
| Доди Дрейк         | официантка                         |
| Чарлз Б. Гриффит   | грабитель                          |
| Джек Гриффин       |                                    |
| Роберт Куган       |                                    |

## Факты
- Фильм, по слухам, был снят за рекордные два дня за 30 000 долларов США[1][2][3].

## Продолжение
В марте 2024 года издание Deadline сообщило, что Джо Данте и Роджер Корман работают над перезапуском фильма. Данте выступит в качестве режиссёра, а Чарльз С. Хаас напишет сценарий, продюсером фильма выступит Корман вместе с Брэдом Кревоем.